# Бом, Джозеф Эдгар
Джозеф Эдгар Бом (6 июля 1834, Вена — 12 декабря 1890, Лондон) — британский скульптор, миниатюрист и медальер.

## Биография
Родился в столице Австрийской империи в венгерской семье, его отец работал директором монетного двора. После изучения скульптуры в Италии и в Париже на протяжении нескольких лет работал медальером в родном городе. Затем ещё несколько лет обучался искусству в Англии; его работы получили признание на Международной выставке 1862 года, после чего он решил прекратить изготавливать медали и монеты и переключился на создание скульптурных портретов и статуэток, в основном изображающих всадников. 
Крупнейшими его ранними работами были большая статуя королевы Виктории, высеченная из мрамора в 1869 году для Виндзорского замка, и памятник принцу Альберту в часовне Св. Георгия; эти работы пришлись по вкусу его покровителям из королевской семьи, вследствие чего Бом быстро занял положение при дворе. В 1878 году стал членом-корреспондентом Королевской академии художеств и был утверждён в этом звании в скором времени после завершения работ над статуей Карлейля на набережной Темзы в Челси. В 1881 году был назначен придворным скульптором королевы, а в следующем году стал действительным членом академии художеств. 
После смерти Артура Стэнли, известного англиканского священника-декана, Бому было поручено изготовить саркофаг для его могилы в Вестминстерском аббатстве; получившаяся «лежащая статуя» была названа одним из лучших произведений скульптуры того периода. Менее успешным примером работы его авторства является памятник генералу Гордону в соборе Св. Павла. Им была создана конная статуя герцога Веллингтона в Гайд-Парк-Корнере; также он подготовил проект юбилейной монеты к юбилею королевы Виктории в 1887 году. Скоропостижно скончался в собственной студии в Южном Кенсингтоне.
К числу других известных его работ относятся скульптура «Пастух и бык», конные статуи Эдуарда VII в Бомбее и Роберта Нейпира в Калькутте, статуя Джона Баньяна в Бедфорде, фельдмаршала Бергойна на площади Ватерлоо, Джона Рассела (у здания парламента), Чарльза Дарвина, монумент Фридриху III в Виндзоре, множество скульптурных портретов-бюстов.